# August Brenner (Politiker)

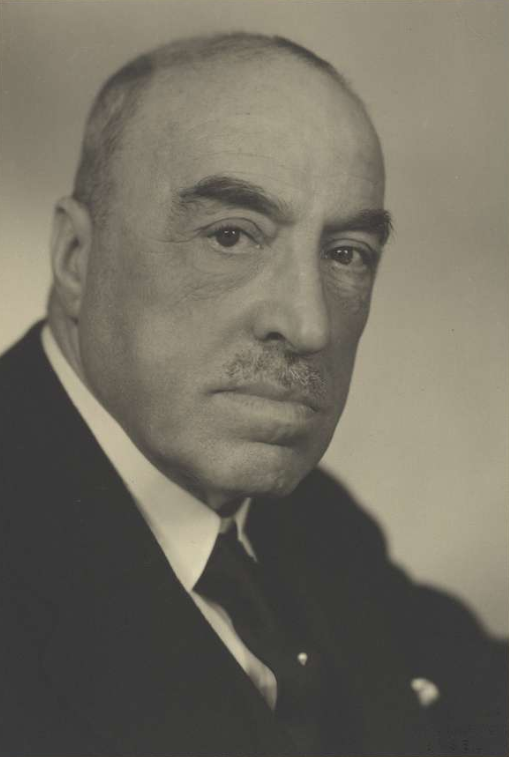
August Brenner (1942)

August Brenner (geboren am 5. Januar 1879 in Basel; gestorben am 2. März 1946 in Basel; heimatberechtigt in Basel) war ein Schweizer Politiker der Bürger- und Gewerbepartei (BGP, seit 1936 Kantonalpartei der BGB). Er war von 1919 bis 1935 Regierungsrat des Kantons Basel-Stadt.

## Leben

### Herkunft, Ausbildung und Beruf
Brenner war der Sohn eines Kaufmanns. Er stammte aus einer freisinnigen Familie und war ein Neffe von Bundesrat Ernst Brenner. Er war beruflich zunächst kurz als Kaufmann tätig. Danach studierte er Jurisprudenz. Anschliessend eröffnete er ein Advokaturbüro.

### Politische Laufbahn
Brenner war zunächst Mitglied der FDP. Er schloss sich nach deren Abspaltung von der FDP 1911 der BGP (damals: Fortschrittliche Bürgerpartei) an. Für die BGP zog er in den Weiteren Bürgerrat (heute: Bürgergemeinderat) der Bürgergemeinde der Stadt Basel ein. 1918 wurde er Mitglied des Engeren Bürgerrats. Bereits 1919 kandidierte er für den Regierungsrat. Die beiden Regierungsräte Fritz Mangold (parteilos) und Armin Stöcklin (FDP) wurden vom bürgerlichen Lager zum Rücktritt gezwungen, weil sie während des Landesstreiks zusammen mit den beiden Sozialdemokraten in der Regierung gegen ein Truppenaufgebot stimmten. Im folgenden heftigen Wahlkampf konnte sich Brenner zusammen mit dem katholisch-konservativen Rudolf Niederhauser gegen die Kandidaten der SP durchsetzen. Damit zogen erstmals ein Mitglied der BGP und ein Katholik in die Basler Regierung ein.

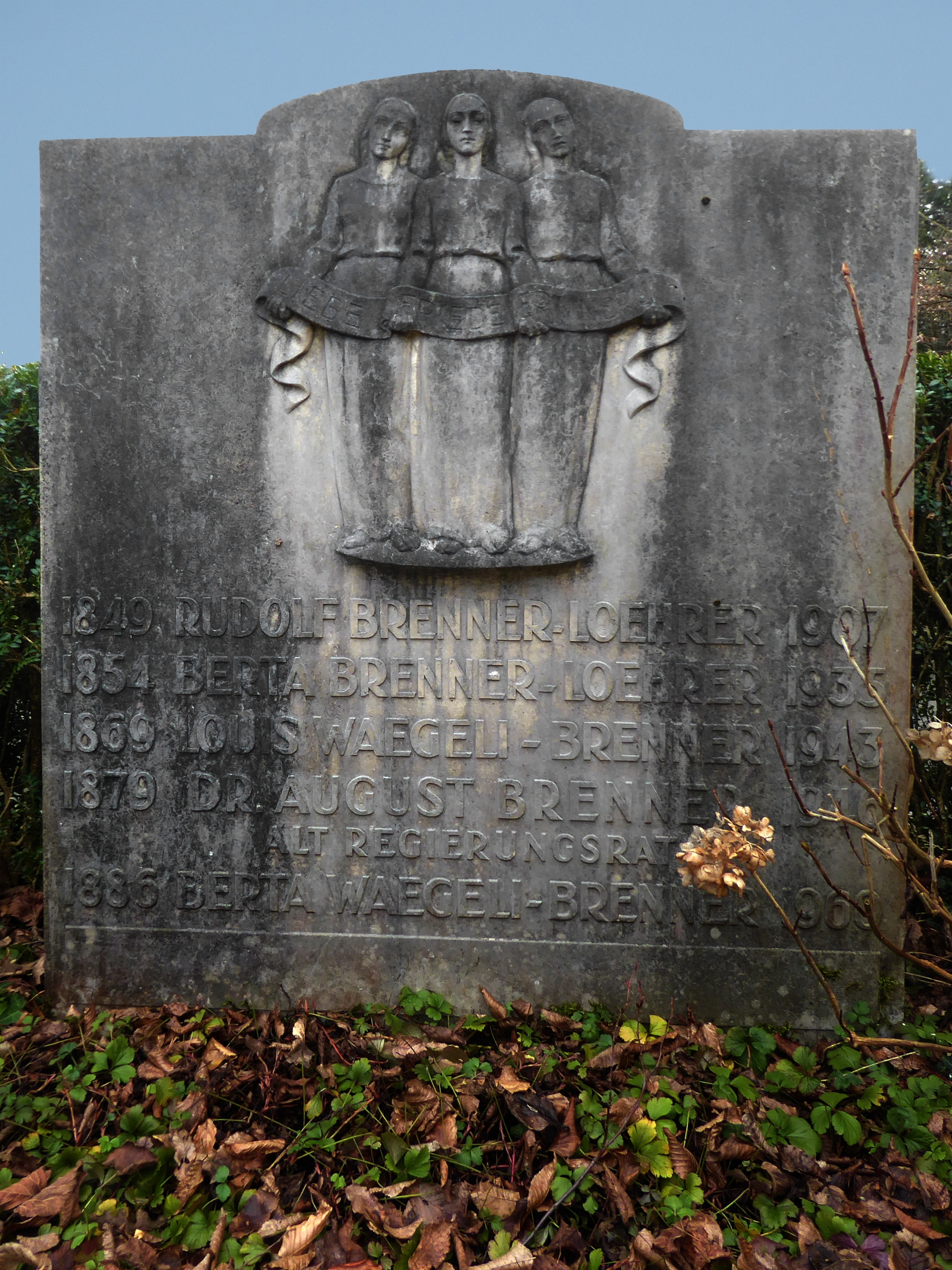
Grab, Friedhof am Hörnli.

Brenner übernahm zuerst das Innendepartement, wechselte bereits 1920 ins Baudepartement und kehrte 1923 ins Innendepartement zurück, bevor er ab 1925 bis zum Ende seiner Amtszeit 1935 wieder das Baudepartement führte. In seiner Amtszeit als Baudirektor wurde die Physikalische Anstalt der Universität, das Petersschulhaus, die Dreirosenbrücke und das Dorenbachviadukt erbaut. Auch die Bekämpfung der Wohnungsnot nach dem Ersten Weltkrieg, verschiedene Strassenkorrektionen, die Schaffung des Stadtplanbüros sowie der Baubeginn des Kunstmuseums und des Gottfried-Keller-Schulhauses fielen in seine Amtszeit. Weiter war Brenner unter anderem Vorstandsmitglied der Aviatik beider Basel, Mitglied des Kreiseisenbahnrats II der SBB und staatlicher Delegierter bei der Mustermesse Basel und der Pflanzlandpächtervereinigung.
Brenner trat bei den Gesamterneuerungswahlen 1935 nicht mehr an, nachdem sich die Nationale Volkspartei, wie die BGP inzwischen hiess, entschieden hatte, mit einer neuen Kandidatur anzutreten. Die Nationale Volkspartei begründete den Schritt mit den mangelnden Erfolgsaussichten Brenners aufgrund von Widerständen gegen seine Person innerhalb der Partei und des Gewerbes. Brenner blieb der einzige BGP-Vertreter im Regierungsrat, bis sich die Partei 1957 der LDP anschloss.

### Ruhestand
Nach seinem Rücktritt zog sich Brenner ins Privatleben zurück und trat öffentlich nicht mehr in Erscheinung. Zeitgenössische Pressestimmen schreiben, dass er bei seinem Tod etwas in Vergessenheit geraten sei.
August Brenner starb 1946 nach längerer Krankheit und fand seine letzte Ruhestätte auf dem Friedhof am Hörnli.